# Plectorhinchus macrospilus
Plectorhinchus macrospilus es una especie de peces de la familia Haemulidae en el orden de los Perciformes.

## Morfología
• Los machos pueden llegar alcanzar los 28'5 cm de longitud total.

## Distribución geográfica
Se encuentra en el Mar de Andamán (suroeste de Tailandia ).